# Позина (Виченца)
Позина (итал. Posina) је насеље у Италији у округу Виченца, региону Венето.
Према процени из 2011. у насељу је живело 228 становника. Насеље се налази на надморској висини од 543 м.

## Становништво
Према резултатима пописа становништва 2011. у општини је живело 577 становника.
| 1936. | 1951. | 1961. | 1971. | 1981. | 1991. | 2001. | 2011. |
| ----- | ----- | ----- | ----- | ----- | ----- | ----- | ----- |
| 2.122 | 2.045 | 1.553 | 1.075 | 815   | 737   | 28    | 577   |